# Rastoka (Czarnogóra)
Rastoka (cyr. Растока) – wieś w Czarnogórze, w gminie Bijelo Polje. W 2011 roku liczyła 158 mieszkańców.